# Jag vet varför burfågeln sjunger

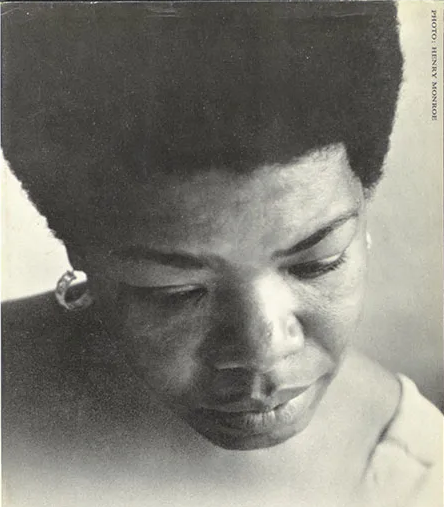
Maya Angelous porträtt, från baksidan av bokens första upplaga (1969).

Jag vet varför burfågeln sjunger (originaltitel: I Know Why the Caged Bird Sings) är en självbiografisk roman från 1969 av Maya Angelou. Den publicerades på svenska 1976 i översättning av Margareta Tegnemark.
Boken är den första av sju sammanhängande självbiografier av Angelou. Den börjar med att treåriga Maya och hennes äldre bror skickas ensamma på ett tåg till Stamps, Arkansas, för att bo hos sin mormor och avslutas med att Maya blir mamma vid 16 års ålder. Boken kan klassas om en bildningsroman, där Maya utvecklas från en offer för rasism med mindervärdeskomplex till en självständig, värdig ung kvinna som kan hantera omgivningens fördomar.
Boken följdes upp med Samlas i mitt namn (Gather Together in My Name, 1974; på svenska 1977). 1979 gjordes det en TV-film baserad på boken, som hade premiär på CBS.